# Saint-Pierre-d'Argençon
Pour les articles homonymes, voir Saint-Pierre.
Saint-Pierre-d'Argençon est une commune française située dans le département des Hautes-Alpes, en région Provence-Alpes-Côte d'Azur.

### Situation et description

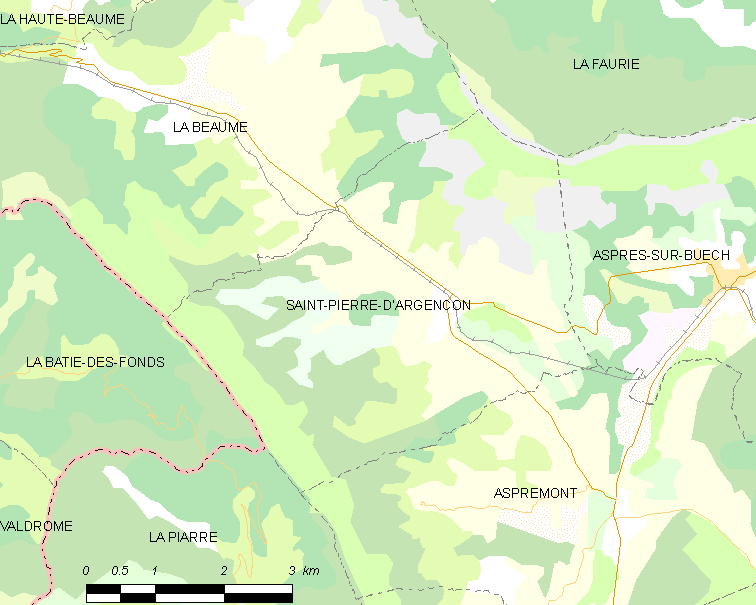
Localisation de la commune et des communes voisines.

## Géographie

### Climat
Pour des articles plus généraux, voir Climat de Provence-Alpes-Côte d'Azur et Climat des Hautes-Alpes.
En 2010, le climat de la commune est de type climat méditerranéen altéré, selon une étude du Centre national de la recherche scientifique s'appuyant sur une série de données couvrant la période 1971-2000. En 2020, Météo-France publie une typologie des climats de la France métropolitaine dans laquelle la commune est exposée à un climat de montagne ou de marges de montagne et est dans la région climatique Alpes du sud, caractérisée par une pluviométrie annuelle de 850 à 1 000 mm, minimale en été.
Pour la période 1971-2000, la température annuelle moyenne est de 9,5 °C, avec une amplitude thermique annuelle de 17,2 °C. Le cumul annuel moyen de précipitations est de 981 mm, avec 7,8 jours de précipitations en janvier et 5,3 jours en juillet. Pour la période 1991-2020, la température moyenne annuelle observée sur la station météorologique de Météo-France la plus proche, « La Faurie », sur la commune de La Faurie à 6 km à vol d'oiseau, est de 9,6 °C et le cumul annuel moyen de précipitations est de 950,8 mm. 
La température maximale relevée sur cette station est de 37,9 °C, atteinte le 23 août 2023 ; la température minimale est de −21,4 °C, atteinte le 14 février 1999,,.
Les paramètres climatiques de la commune ont été estimés pour le milieu du siècle (2041-2070) selon différents scénarios d'émission de gaz à effet de serre à partir des nouvelles projections climatiques de référence DRIAS-2020. Ils sont consultables sur un site dédié publié par Météo-France en novembre 2022.

## Urbanisme

### Typologie
Au 1er janvier 2024, Saint-Pierre-d'Argençon est catégorisée commune rurale à habitat dispersé, selon la nouvelle grille communale de densité à 7 niveaux définie par l'Insee en 2022.
Elle est située hors unité urbaine. Par ailleurs la commune fait partie de l'aire d'attraction de Gap, dont elle est une commune de la couronne,. Cette aire, qui regroupe 73 communes, est catégorisée dans les aires de 50 000 à moins de 200 000 habitants,.

### Occupation des sols
L'occupation des sols de la commune, telle qu'elle ressort de la base de données européenne d’occupation biophysique des sols Corine Land Cover (CLC), est marquée par l'importance des forêts et milieux semi-naturels (70,2 % en 2018), une proportion sensiblement équivalente à celle de 1990 (70,1 %). La répartition détaillée en 2018 est la suivante : 
forêts (38,9 %), terres arables (28,3 %), espaces ouverts, sans ou avec peu de végétation (17,9 %), milieux à végétation arbustive et/ou herbacée (13,5 %), zones agricoles hétérogènes (1,5 %).
L'évolution de l’occupation des sols de la commune et de ses infrastructures peut être observée sur les différentes représentations cartographiques du territoire : la carte de Cassini (XVIIIe siècle), la carte d'état-major (1820-1866) et les cartes ou photos aériennes de l'IGN pour la période actuelle (1950 à aujourd'hui).

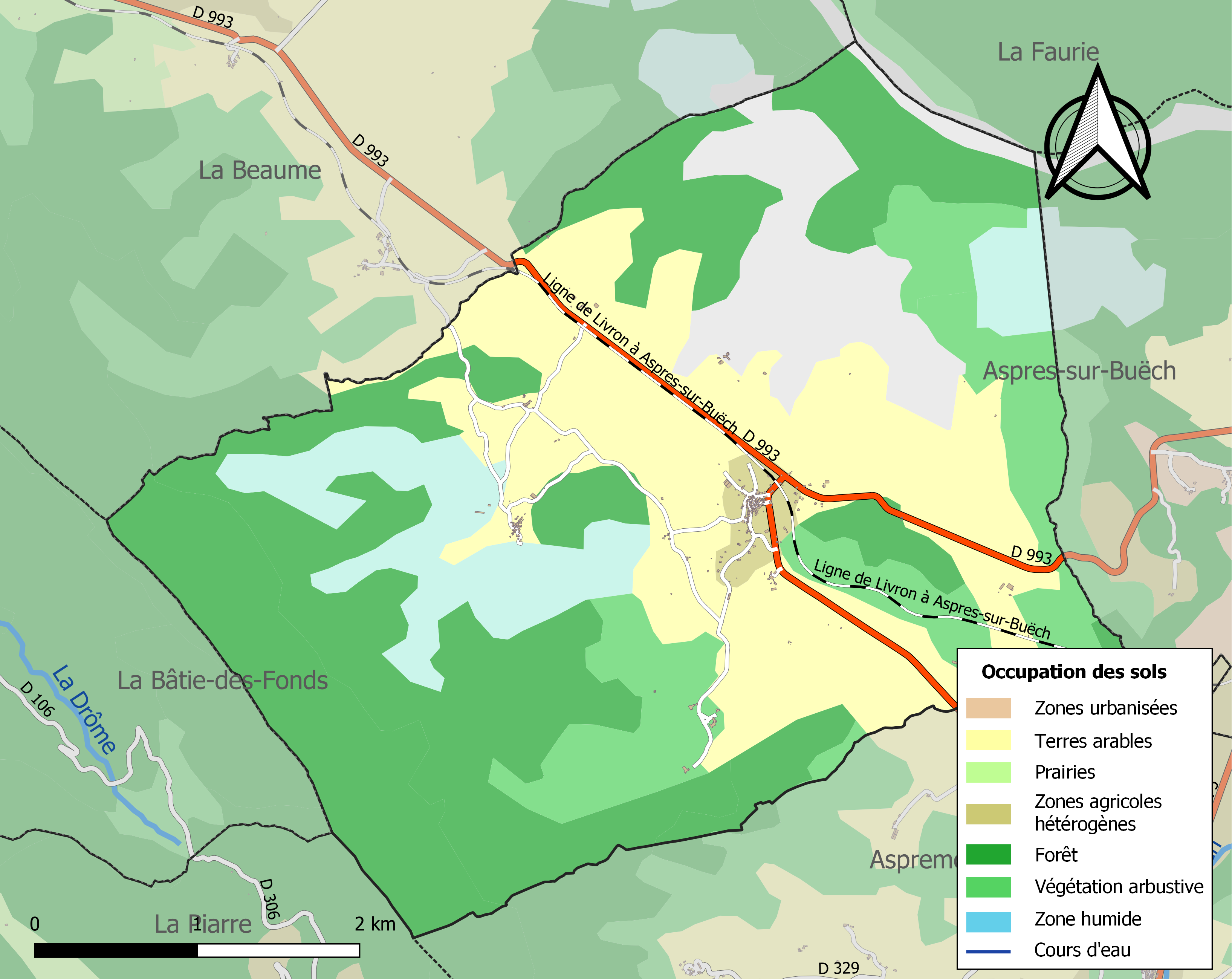
Carte de l'occupation des sols de la commune en 2018 (CLC).

## Toponymie
Argençon est attesté sous la forme Argenco en 1126 dans le cartulaire de l'abbaye de Durbon.
Saint-Pierre-d'Argençon est attesté sous la forme latine Santus Petrus de Argensono en 1516.
Le village est la réunion des paroisses de Saint-Pierre et de Saint-Martin-d'Argençon avant la Révolution.
Sant-Per d'Argençon en occitan.
Cette localité est placée sous la protection de saint Pierre, le premier pape.
La commune prit le nom d'Argenson et de Rives-de-Choranne à la Révolution française.

## Histoire
Pour un article plus général, voir Histoire des Hautes-Alpes.

## Politique et administration
| Période                                  | Période   | Identité              | Étiquette | Qualité                                                     |
| ---------------------------------------- | --------- | --------------------- | --------- | ----------------------------------------------------------- |
| Les données manquantes sont à compléter. |           |                       |           |                                                             |
| avant 1988                               | 1989      | Gilbert Allier        |           |                                                             |
| 1989                                     | 1995      | Jean-Claude Fagès     | PS        | Conseiller général du canton d'Aspres-sur-Buëch (1988-2001) |
| mars 2001                                | mars 2008 | Michelle Mannent      |           |                                                             |
| mars 2008                                | En cours  | Jean-Pierre Brioulle, |           | Ancien artisan, commerçant ou chef d'entreprise             |

## Démographie

### Population et société
L'évolution du nombre d'habitants est connue à travers les recensements de la population effectués dans la commune depuis 1793. Pour les communes de moins de 10 000 habitants, une enquête de recensement portant sur toute la population est réalisée tous les cinq ans, les populations de référence des années intermédiaires étant quant à elles estimées par interpolation ou extrapolation. Pour la commune, le premier recensement exhaustif entrant dans le cadre du nouveau dispositif a été réalisé en 2005.

En 2022, la commune comptait 154 habitants, en évolution de −1,91 % par rapport à 2016 (Hautes-Alpes : +0,4 %, France hors Mayotte : +2,11 %).
| 1793 | 1800 | 1806 | 1821 | 1831 | 1836 | 1841 | 1846 | 1851 |
| ---- | ---- | ---- | ---- | ---- | ---- | ---- | ---- | ---- |
| 282  | 315  | 363  | 381  | 465  | 473  | 459  | 451  | 401  |

| 1856 | 1861 | 1866 | 1872 | 1876 | 1881 | 1886 | 1891 | 1896 |
| ---- | ---- | ---- | ---- | ---- | ---- | ---- | ---- | ---- |
| 400  | 395  | 398  | 375  | 375  | 360  | 508  | 341  | 357  |

| 1901 | 1906 | 1911 | 1921 | 1926 | 1931 | 1936 | 1946 | 1954 |
| ---- | ---- | ---- | ---- | ---- | ---- | ---- | ---- | ---- |
| 356  | 374  | 330  | 241  | 208  | 228  | 211  | 229  | 208  |

| 1962 | 1968 | 1975 | 1982 | 1990 | 1999 | 2005 | 2006 | 2010 |
| ---- | ---- | ---- | ---- | ---- | ---- | ---- | ---- | ---- |
| 164  | 151  | 136  | 147  | 141  | 150  | 167  | 166  | 158  |

| 2015 | 2020 | 2022 | - | - | - | - | - | - |
| ---- | ---- | ---- | - | - | - | - | - | - |
| 157  | 163  | 154  | - | - | - | - | - | - |

## Culture et patrimoine

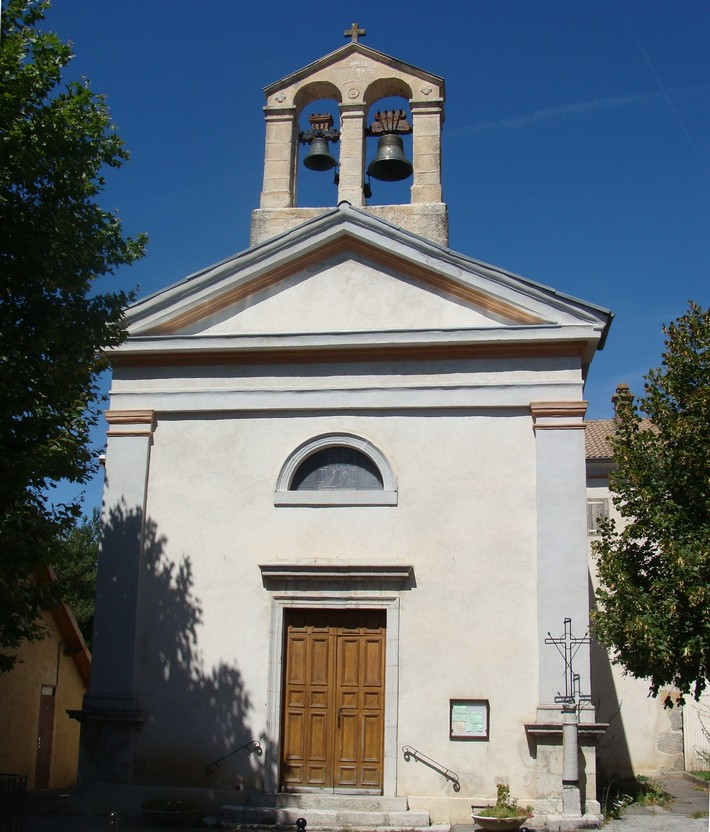
L'église Saint-Pierre-et-Saint-Paul.

### Lieux et monuments
Il y a une église au cœur du village.
Ancien lieu d'embouteillage d'eau minérale ferrugineuse datant du XIXe siècle (La Source).
- Chapelle Saint-Martin de Saint-Pierre-d'Argençon.
- Église Saints-Pierre-et-Paul de Saint-Pierre-d'Argençon.